# Poplar Hills
Poplar Hills – miasto w Stanach Zjednoczonych, w stanie Kentucky, w hrabstwie Jefferson.